# Pont Maurício de Nassau
El Pont Maurício de Nassau (en portuguès: Ponte Maurício de Nassau) es localitza en la ciutat de Recife i connecta el barri antic de Recife amb el de Santo Antônio. Va ser el primer pont de gran mida del Brasil.

## Història
L'antic Recife es va alçar sobre un istme, en la confluència de les desembocadures dels rius Capibaribe i Beberibe en l'oceà Atlàntic. Quan les Províncies Unides van prendre la ciutat el 1630, la ciutat es trobava superpoblada, els colons nouvinguts preferien instal·lar-se a la veïna Olinda i els terrenys havien començat a devaluar-se. Els invasors neerlandesos van expandir els seus dominis a la contigua illa d'Antônio Vaz, on va ser edificada una fortalesa.

La lentitud del transport fluvial i la mancança d'aigua potable van impulsar el projecte d'un pont que unís les dues possessions. La Companyia Neerlandesa de les Índies Occidentals va nomenar governador de la colònia de Nova Holanda al Comte Joan Maurici de Nassau-Siegen,, que arribà a la costa pernambucana l'any 1637. Nassau va ordenar la construcció d'un pilar de pedra de 12 metres d'alçada per analitzar la força de la corrent i, de pas, demostrar públicament el seu interès en la construcció del pont i guanyar-se el favor de la població local. Al voltant de la nova fortalesa va manar edificar una nova urb, que batejaria amb el nom de Ciutat Maurícia (Mauritsstad).

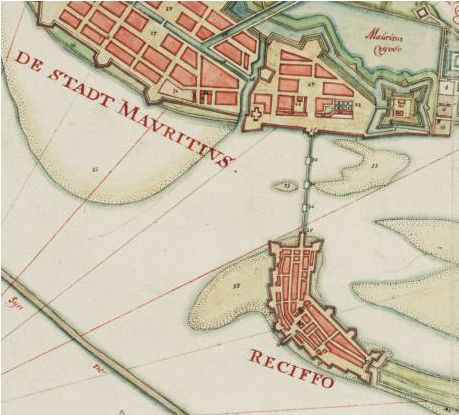
Mapa de 1665 on es mostra Recife, Ciutat Maurícia i el pont.

Un any després es van iniciar els estudis per avaluar la viabilitat del pont i el 1641 es va publicar la convocatòria del concurs públic. Va resultar-ne vencedor l'arquitecte jueu Baltazar de Affonseca, qui va assegurar que enllestiria el pont en un termini de dos anys. El 1642 es va iniciar l'obra, ja amb quinze pilars construïts, però tot just un any després, la construcció va haver de ser paralitzada.
Amb por de ser humiliat per l'opinió pública, Nassau pren la direcció de l'obra i inverteix fons propis en el projecte. Faltant encara deu pilars per aixecar i amb el pressupost quasi exhaurit, el governador resol utilitzar fusta resistent a l'aigua enlloc de pedra. El pont és finalment inaugurat el 28 de febrer de 1644 amb el nom de Ponte do Recife. Part en pedra, part en fusta, el pont tenia el doble de la longitud que presenta avui en dia, ja que anava de l'actual cruïlla de l'avinguda Marquês de Olinda amb el carrer Madre de Deus, fins a l'actual cruïlla dels carrers 1° de Março i Imperador Dom Pedro II. Fou el primer gran pont del Brasil i, com encara es troba en funcionament, n'és el més antic.

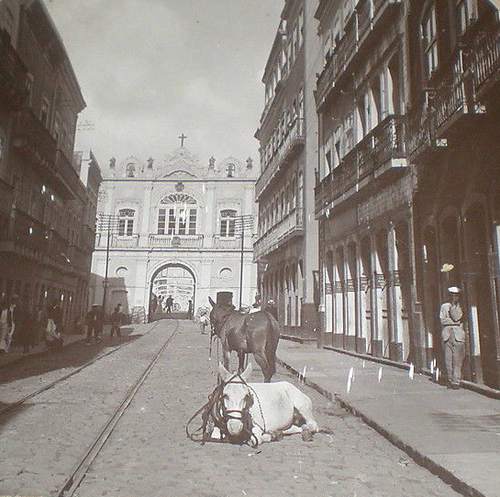
Arco da Conceição (1910, tres anys abans de ser enderrocat).

El pont tenia una part llevadissa i Nassau va demanar que es construís una porta en cada extrem. Al cantó de Ciutat Maurícia hi hagué l'Arc de Santo Antônio, mentre que al costat de la ciutat vella hi havia l'Arc da Conceição, que a més tenia pany. El 1683 el pont rep per la seva primera reforma. El 1742 va passar per una reforma encara major, remodelant el pont però encara mantenint els pilars de pedra i fusta. Els arcs són també reformats i reben les imatges dels sants catòlics que donen el nom de cadascun. Per obtenir recursos que permetessin mantenir el pont en les degudes condicions, s'hi va permetre construir una sèrie de petits establiments comercials, a més del peatge que estava en funcionament des del segle xvii.
Malgrat aquestes dues rehabilitacions, l'estructura va acabar esfondrant-se el 5 d'octubre de 1815. Es va construir un nou pont, aquest cop de ferro, que no es va inaugurar fins al 1865. En commemoració del Dia de la Independència del Brasil, va rebre el nom Ponte 7 de Setembro. La construcció era elegant, ampla i robusta, però el material triat va ser ràpidament corroït per la oxidació. Per afavorir el trànsit, els dos arcs van haver de ser derribats (1913 i 1917).
El mal estat del ferro va provocar que es reformés de nou. Els treballs van ser promoguts pel President de Pernambuco, Manuel Borba. La reinauguració va tenir lloc el 18 de desembre de 1917, rebatejat amb l'actual nom Ponte Maurício de Nassau, homenatjant el seu idealitzador. El 30 de març de 1920 es va estrenar el nou paviment i les quatre estàtues de bronze de tres metres d'altura de la Fundició Val d'Ornes, a França, donant al pont l'aspecte general que té avui.

### Historial de noms
- 1642 - 1861: Pont de Recife
- 1861 - 1917: Pont 7 de setembre
- 1917 - actualitat: Pont Maurício de Nassau.

## Boi Voador
Amb els continus retards en la finalització de pont, que va trigar el doble del temps previst en ser enllestit, el poble va començar a dir que era més fàcil que un bou volès que no pas s'acabessin les obres. Abans de l'obertura del Pont de Recife, el Comte de Nassau va anunciar que en la jornada inaugural faria que un bou volés. La idea era atreure el major nombre de públic possible per recaptar una gran quantitat de diners amb el cobrament del peatge, i així començar a recuperar els diners desemborsats durant la construcció.
Durant la festa, van mostrar un bou esqueller a la concurrència. El van dur a un extrem, on va ser substituït d'amagat per un nino en forma de bou, fet amb palla i roba. Amb un mecanisme de cordes i politjes, van fer-lo passar d'un extrem del pont a l'altre, entre la rialla del públic. L'esdeveniment va rendir 20.800 florins, sent que cada persona només va pagar dues monedes per entrar i dues més per sortir.
Els fets van ser narrats pel frare Manoel Calado en el seu llibre O Valeroso Lucideno.

## Obres d'art
El pont conta amb cinc estàtues en total, quatre d'elles sobris pilars a cada extre, fetes amb ferro colat i una enmig del pont en formigó, a peu de pas. També es troben nou blasons de Pernambuco i dues plaques. Tots aquests objectes, tret de l'estàtua central, van ser creats en la Fundició Val d'Osne.
Les plaques van ser col·locades per l'Institut Arqueològic, Històric i Geogràfic Pernambucano i diuen:
| « | (portuguès) Na entrada desta ponte, a primeira feita no Brasil e levantada neste local por Maurício de Nassau, o fundador da cidade, existiu o arco da Conceição, com uma das portas que se fechava, edificada em 1645 e demolida em 1913, por exigência do trânsito. | (català) A l'entrada d'aquest pont, el primer fet al Brasil i aixecat en aquest lloc per Maurício de Nassau, el fundador de la ciutat, va existir l'Arc de Conceição, com una de les portes que es tancaven, edificada el 1645 i demolida el 1913, per exigència del trànsit. | » |

Les estàtues allí col·locades són:

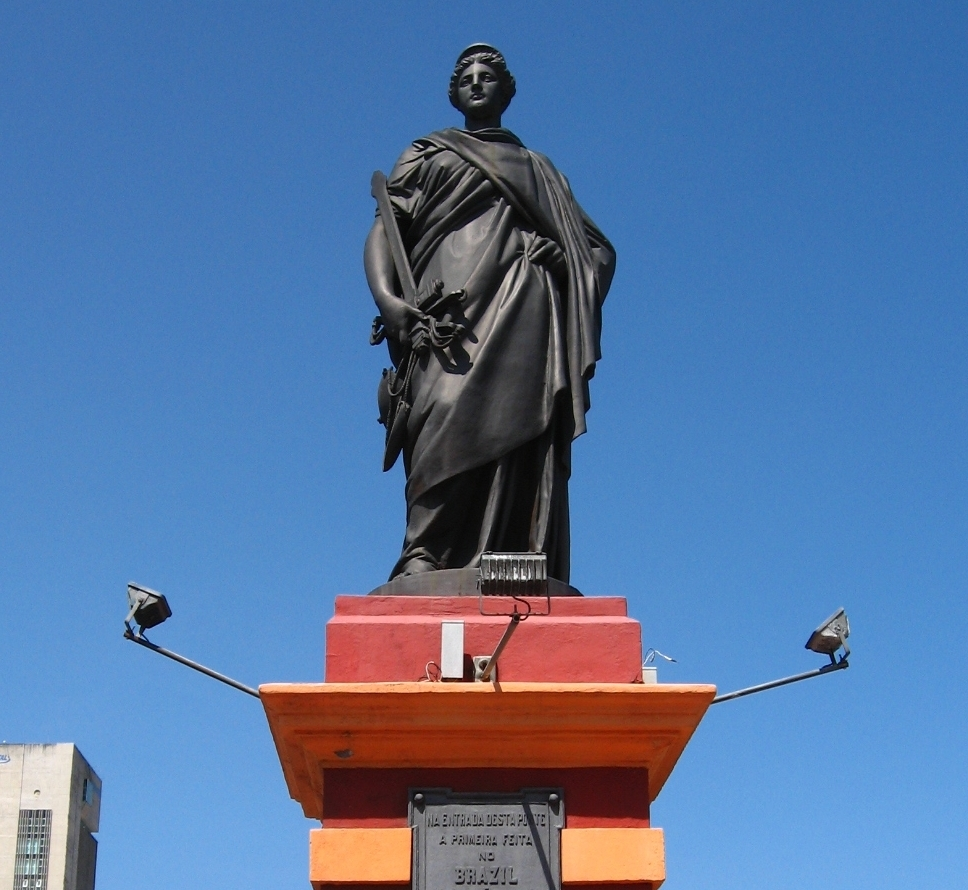
Estàtua de la Justícia del Pont Maurício de Nassau, de l'escultor Albert-Ernest Carrier-Belleuse

- La deessa Saviesa, també coneguda com Atena en la Grècia Antiga i com Minerva a Roma. L'estatua és una rèplica de l'Atena de Velletri. Es troba en posició de discurs. Té sobre el cap un Elm de Corint i l'ègida al voltant del coll.[14]
- La deessa Agricultura, també coneguda com Ceres, dedicada als cultius. Escultura de Mathurin Moreau i s'anomena Cérès-Déméter (l’Agriculture). Porta en una mà un pom de blat i va coronada amb raïm i una petita torre.[15]
- La deessa Comerç, personificació femenina d'Hermes en la cultura grega i de Mercuri en la romana. L'escultura és d'Albert-Ernest Carrier-Belleuse i es titula Le Commerce. Sosté un caduceu, un sac amb mercaderies i un canó als seus peus. Duu una corona mural amb vuit torres, denotant la capitalitat de l'estat.[16][17]
- La deessa Justícia, coneguda com Temis en la mitologia grega. L'escultura és també d'Albert-Ernest Carrier-Belleuse. Aquesta representació no utilitza la típica bena als ulls, però duu sota el braç dret la balança i també una espasa embeinada.[18]

Enmig del pont es troba l'estàtua del poeta Joaquim Cardoso, a escala real i a l'altura dels vianants. L'escultura, de Demetrio Albuquerque, forma part del "Circuit de la Poesia", un projecte que reuneix dotze escultures de poetes per tota la ciutat.